# Lars-Göran Ulander
Lars-Göran Ulander, född 8 juni 1943, är en svensk jazzmusiker (altsaxofonist) och före detta radioman.
Ulander har spelat tillsammans med bland andra Lars Lystedt, Berndt Egerbladh, Per Henrik Wallin och Palle Danielsson. Han bosatte sig 1965 i Saxnäs i Vilhelmina kommun tillsammans med sin hustru Gerd Ulander, där han ursprungligen var verksam som lärare. Han anställdes 1981 vid Sveriges Radio, där han 1990–2010 var programchef och producent för P2 Jazz. Han var sommarpratare i radion den 30 juli 1979 och har varit programledare för Jazzit från Sveriges Radio i Umeå. Han har även varit verksam politiskt, i kommunstyrelsen i Vilhelmina kommun. På Statens Musikverk/Svenskt visarkiv finns Lars-Göran Ulanders personarkiv tillgängligt för forskning.

## Priser och utmärkelser
2025 — Basisten

### Fotnoter
1. ↑  Discogs, Discogs artist-ID: 411424, läst: 9 oktober 2017.[källa från Wikidata]
2. ↑  ”Musikverket -- Lars Göran Ulanders arkiv”. discover.musikverket.se. Arkiverad från originalet den 4 augusti 2021. https://web.archive.org/web/20210804211648/https://discover.musikverket.se/cgi-bin/koha/opac-detail.pl?biblionumber=2181959&query_desc=kw%2Cwrdl%3A%20Lars-G%C3%B6ran%20Ulander. Läst 14 november 2017.
3. ↑  ”De prisas av Svensk Jazz 2025!”. svenskjazz.se. https://svenskjazz.se/de-prisas-av-svensk-jazz-2025/. Läst 13 maj 2025.